# Юні захисники Вітчизни (музей)
«Юні захисники Вітчизни» — шкільний військово-історичний музей у Мелітополі, Україна.
Музей є центром виховання школярів міста, що сприяє патріотичному та духовному розвитку особистості, залучає учнів до пошукової діяльності.

## Історія та діяльність
Музей створений у жовтні 1997 року з ініціативи ветерана Німецько-радянської війни Віктора Антоновича Прокопова (1930—2017), який став його першим директором, з метою вшанування пам'яті синів полків ВВВ, формування у молодого покоління національно-патріотичної свідомості, пропаганди пам'яток історії, залучення молодого покоління до пошукової роботи Міститься у міській школі № 7, відкритій у 1981 році за адресою вул. Інтеркультурна, 400-а. Музей має унікальні матеріали про військові події. З його експозиціями знайомляться не лише учні 7-ї школи, а й інших шкіл Мелітополя.
Музей має окреме приміщення площею 55 м², його фонд має понад 400 експонатів, які враховані в інвентарній книзі. Це переважно предмети історичного змісту, зібрані у процесі навчальної та краєзнавчо-пошукової роботи. Є власна фонокартотека та медіатека. Музей «Юні захисники Вітчизни» у своїй діяльності керується Законом України «Про музей та музейну справу», нормативними документами Міністерства освіти України та власним положенням про музей — статут.
У 2007 році відзначалося десятиліття створення музею. За цей період у ньому побувало понад 11000 відвідувачів, а музейними екскурсоводами здійснено понад 3000 екскурсій. Однією з головних тематичних екскурсій є «Сини полків України та міста Мелітополя»..

### Перший директор музею
Віктор Антонович Прокопов сам був сином полку — у вересні 1941 року одинадцятирічний хлопчик став солдатом і пройшов дорогами війни, визволяючи Кавказ, Крим, Німеччину. Був нагороджений орденом Великої Вітчизняної війни, медалями «За Відвагу», «За бойові заслуги» та іншими. Ставши педагогом та вихователем молодого покоління, згодом був почесним директором музею. Помер 16 березня 2017.